# 丹斯克银行
丹斯克银行 （丹麥語：Danske Bank），直译为丹麦银行，是丹麦最大的银行。

## 历史
成立于1871年10月5日，最初叫做 Den Danske Landmandsbank, Hypothek- og Vexelbank i Kjøbenhavn，总部位于丹麦首都哥本哈根，是丹麦最大的银行，也是北欧地区较大的零售银行，拥有500万零售业客户。 丹斯克银行2011年位列财富世界500强榜单第454位。
艾文德·柯林曾于2012年至2013年担任董事会主席，2013年之后由Thomas F. Borgen接任。

## 洗钱事件
2017年，丹麦媒体《贝林报》(Berlingske)就率先揭发了丹斯克银行利用爱沙尼亚分行进行洗钱，涉及金额为39亿美元。随后该媒体又取得曾于2007年到2015年间在丹斯克银行爱沙尼亚分行开户的20家企业的银行对帐单，经过比对后发现，丹斯克银行洗钱的金额超过原本预估的两倍，实际金额或高达83亿美元。
2018年，英国《金融时报》报道，丹麦银行爱沙尼亚分行仅2013年的洗钱金额就高达300亿美元，当时有媒体讽刺称，爱沙尼亚2013年国内生产总值（GDP）为250亿美元，而丹麦银行爱沙尼亚分行当年的洗钱金额都超过了该国GDP水平。

## 画廊

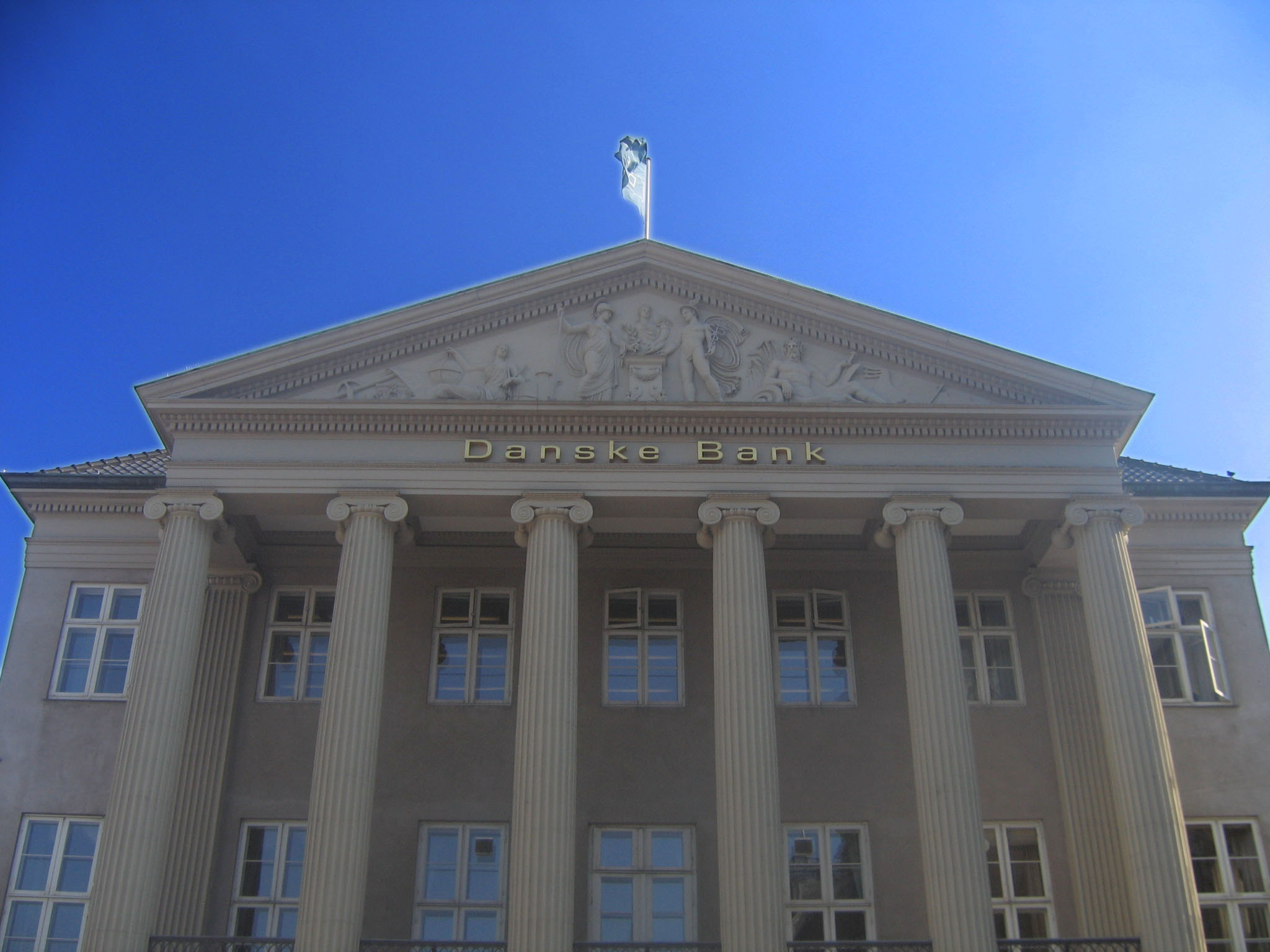
丹斯克银行总部，丹麦哥本哈根
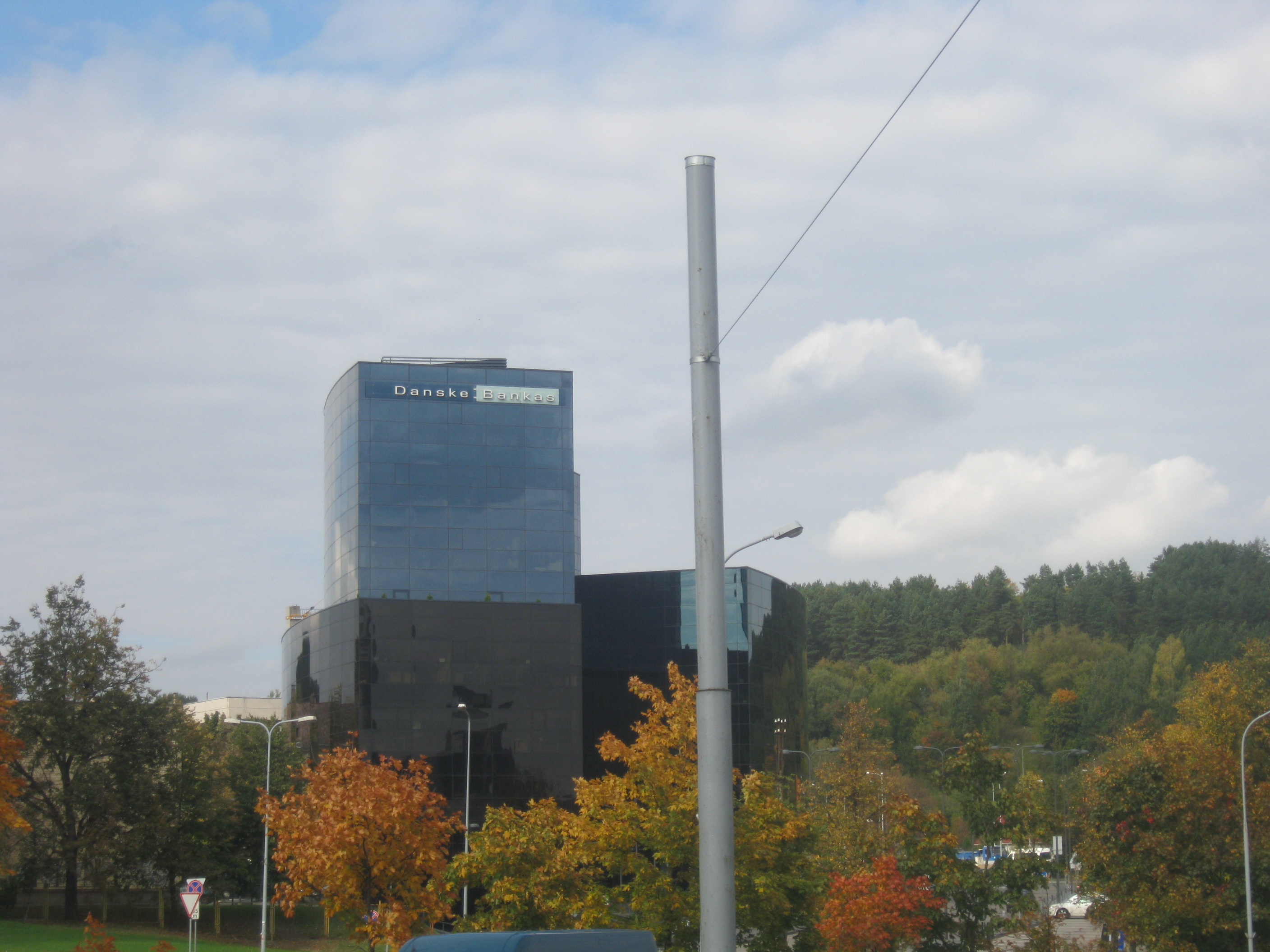
丹斯克银行，立陶宛维尔纽斯
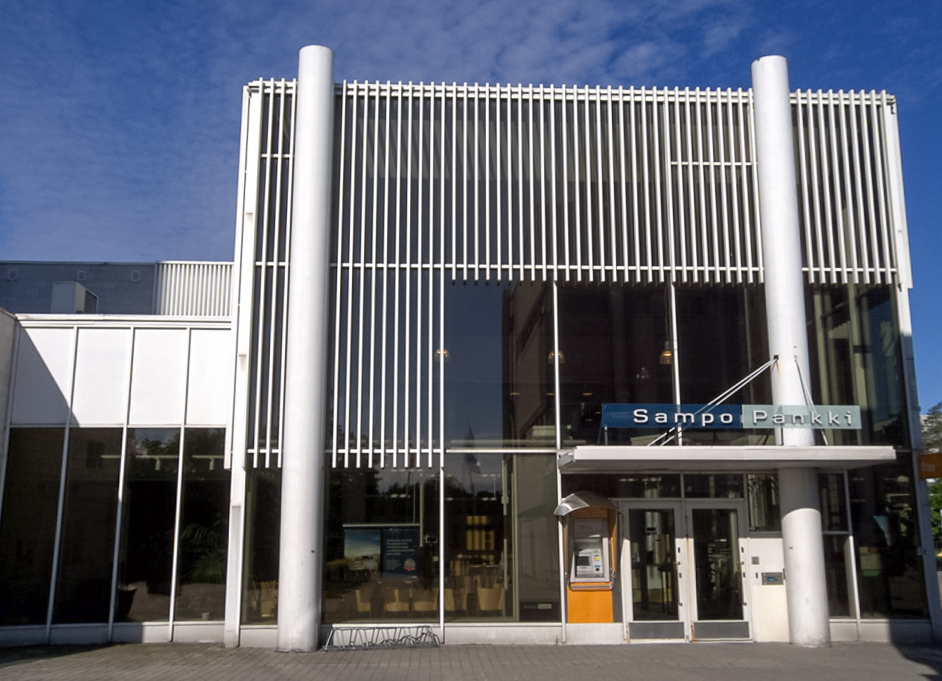
收购芬兰的Sampo银行